# Lili Estefan
Liliana Del Carmen "Lili" Estefan (nascida em 20 de março de 1967) é uma modelo e apresentadora de televisão cubano-americana, conhecida como coapresentadora de El Gordo y la Flaca na Univision .

## Biografia
Lili Estefan nasceu em 20 de março de 1967 em Santiago de Cuba. O pai de Lili é José Estefan (nascido em 1945). Ao perder a mãe aos dez anos, Lili emigrou para os Estados Unidos com o pai viúvo e o irmão mais novo Juan Emilio (nascido em 1967). Ela é sobrinha paterna do produtor musical Emilio Estefan, cuja esposa é a cantora Gloria Estefan.

## Carreira

### Sábado Gigante
Estefan ganhou destaque em 1986, quando foi contratada pela Univision para participar como modelo do programa de televisão Sábado Gigante . Ela rapidamente se tornou a favorita do público e do apresentador, Don Francisco. Estefan apareceu no programa de Francisco Don Francisco Presenta em várias ocasiões.

### El Gordo y la Flaca
Estefan é co-apresentador do talk show diurno da Univision El Gordo y la Flaca com Raúl De Molina desde 1998. Estefan ganhou seu apelido de "La Flaca" ("The Skinny Girl") do show.

### Mira Quien Baila
Estefan é um dos jurados do Mira Quien Baila com um painel que inclui Horacio Villalobos e Bianca Marroquín .

### Red Table Talk: Os Estefans
Em 2020, Estefan se tornou co-apresentadora do Red Table Talk: The Estefans, um spin-off do talk show do Facebook Watch, Red Table Talk, ao lado de sua tia Gloria Estefan e da prima paterna Emily.

## Prêmios e honras
Em 2015, Lili Estefan recebeu o Lifetime Achievement Award no 33º Prêmio Anual TVyNovelas, apresentado pela Televisa . Em 2016, Estefan e seu co-apresentador de El Gordo y La Flaca, Raúl de Molina, foram homenageados com o prêmio de Outstanding Achievement in Hispanic Television, na 14th Annual Hispanic Television Summit, apresentado por Broadcasting &amp; Cable and Multichannel News, e produzido por Schramm Marketing Group. Em 2017, Estefan recebeu o Prêmio Carreira no Premio Lo Nuestro Awards, apresentado pela Univision. Em 2018, ela recebeu um Daytime Talent in Spanish Emmy Award da Academia Nacional de Artes e Ciências Televisivas .

## Vida pessoal
Estefan casou-se com o empresário cubano Lorenzo Lauces em 1992. Em 2018, foi anunciado que eles estavam se divorciando. Eles têm dois filhos: Lorenzo Jr. (nascido em 1999) e Lina Teresa (nascida em 2002).